# Kosteletzkya flavicentrum
Kosteletzkya flavicentrum är en malvaväxtart som beskrevs av P.A. Fryxell och S.D. Koch. Kosteletzkya flavicentrum ingår i släktet Kosteletzkya och familjen malvaväxter. Inga underarter finns listade i Catalogue of Life.